# Хамракулов, Шакиржан Кадырович
Шакиржан Кадырович Хамракулов (27 августа 1971) — киргизский футболист, вратарь. Мастер спорта КР.

## Биография
Воспитанник ошского футбола. О выступлениях до 1997 года сведений нет. В 1997 году, в 25-летнем возрасте дебютировал в высшей лиге Кыргызстана в составе ошского «Динамо-Алая». Часть сезона 1998 года провёл в составе «Алдиера» (Куршаб), затем в течение пяти лет снова играл за «Динамо-Алай». В некоторых матчах выходил на поле на позиции нападающего и в сезоне 2001 года забил 8 голов, причём стал в том сезоне лучшим бомбардиром клуба. Первые голы в высшей лиге забил в игре первого тура сезона-2001, сделав «дубль» в ворота «Динамо-КПК» из Джалал-Абада (4:1). В составе «Динамо-Алая» трижды становился финалистом Кубка Кыргызстана (1997, 1998, 2000).
В 2003 году играл за «Жаштык-Ак-Алтын» и стал в его составе чемпионом Кыргызстана. Затем выступал за «Алай» и «Абдыш-Ату», в составе клуба из Канта в 2007 году стал обладателем Кубка страны и серебряным призёром чемпионата.
Также играл в мини-футбол. В 2005 году признан лучшим вратарём чемпионата Кыргызстана по мини-футболу.
В конце 2000-х годов перебрался в Россию, в Ростовскую область. Выступал на любительском уровне за клуб «Мир-Донгаздобыча-2» (Сулин), был играющим тренером мини-футбольной команды МЭС (Миллерово). Также работал детским тренером с командами «Локомотив» и «Родина» (Миллерово).